# Louis Leplée
Louis Leplée (ur. 7 kwietnia 1883, zm. 6 kwietnia 1936) – francuski właściciel kabaretu, który odkrył Édith Piaf w 1935, gdy ta śpiewała na paryskiej ulicy. To on wymyślił jej pierwszy pseudonim artystyczny, La Môme Piaf (Mały Wróbelek).
Został zamordowany w swoim paryskim apartamencie; Piaf była przez jakiś czas podejrzaną w sprawie, lecz później została oczyszczona z zarzutów.
Jego postać w filmie Niczego nie żałuję – Edith Piaf odegrał Gérard Depardieu.